# Câu chuyện lúc nửa đêm 2: Halloween quỷ ám
Câu chuyện lúc nửa đêm 2: Halloween quỷ ám (tên gốc tiếng Anh: Goosebumps 2: Haunted Halloween) là phim điện ảnh hài kinh dị Mỹ năm 2018 do Ari Sandel đạo diễn và được viết bởi Rob Lieber, từ một câu chuyện của Lieber và Darren Lemke. Một phần tiếp theo của Goosebumps năm 2015, nó được dựa trên loạt sách kinh dị của trẻ em cùng tên của RL Stine và các ngôi sao Wendi McLendon-Covey, Madison Iseman, Jeremy Ray Taylor, Caleel Harris, Chris Parnell và Ken Jeong, với Jack Black đóng tiếp vai của mình vai trò từ bộ phim đầu tiên. Cốt truyện sau hai chàng trai trẻ vô tình giải phóng Slappy the Dummy và quái vật Goosebumps trong thị trấn của họ, gây ra một làn sóng hủy diệt vào đêm Halloween.
Không giống như phần trước, Village Roadshow Pictures không tham gia vào bộ phim này. Nó được phát hành tại Hoa Kỳ vào ngày 12 tháng 10 năm 2018 bởi Sony Pictures Phát hành dưới nhãn Columbia Pictures. Bộ phim nhận được đánh giá hỗn hợp từ các nhà phê bình và đã thu về 41 triệu đô la Mỹ trên toàn thế giới.